# 翁加薩雷
翁加薩雷是愛沙尼亞東維魯縣阿卢塔古塞市镇内的村庄，位於該國東北部，該村庄附近有兩座湖泊，面積分別為1.6公畝和2.1公畝，2011年居民人口只有18名。